# Casas Viejas, Juan Rodríguez Clara
Casas Viejas är en ort i Mexiko.   Den ligger i kommunen Juan Rodríguez Clara och delstaten Veracruz, i den sydöstra delen av landet, 400 km öster om huvudstaden Mexico City. Casas Viejas ligger 50 meter över havet och antalet invånare är 883.
Terrängen runt Casas Viejas är platt. Runt Casas Viejas är det ganska glesbefolkat, med 27 invånare per kvadratkilometer. Närmaste större samhälle är Juan Rodríguez Clara, 15,2 km väster om Casas Viejas. Omgivningarna runt Casas Viejas är en mosaik av jordbruksmark och naturlig växtlighet.